# سیارک ۱۰۴۴۲
سیارک ۱۰۴۴۲ (به انگلیسی: 10442 Biezenzo، نامگذاری:4062T-1) ده هزار و چهارصد و چهل و دومین سیارک کشف شده‌است که در ۲۶ مارس ۱۹۷۱ کشف شد.
قدر مطلق سیارک برابر ۳۵٫۴ است.